# Liste quelloffener Computerspiele
Diese Liste enthält Computerspiele, deren Quelltext offen ist. Zu unterscheiden sind kostenlos verfügbare Spiele, halbfreie Spiele (kommerzielle Nutzung eingeschränkt), freie und gemeinfreie Computerspiele. Außerdem sind nicht alle quelloffenen Spiele automatisch frei, beispielsweise wenn der Quelltext verfügbar, aber unter proprietärer Lizenz steht oder der Quelltext frei ist, aber das Artwork proprietär.

## Grafische Spiele
- 0 A.D., ein Echtzeit-Strategiespiel im Stil von Age of Empires.
- Abuse ist ein Shoot ’em up, dessen Quellcode etwa zwei Jahre nach dem Erscheinen zu Public Domain erklärt wurde, wobei die Soundeffekte Shareware blieben.
- Advanced Strategic Command (ASC) ist ein rundenbasiertes Strategiespiel in der Tradition der Battle-Isle-Reihe.
- Alien Arena ist ein Ego-Shooter, der auf Quellcode von id Software beruht.
- Angband ist ein 1990 von Studenten an der University of Warwick entwickeltes Spiel mit proprietärer Lizenz, die nur unentgeltliche Vervielfältigung erlaubt.
- Armagetron ist ein für mehrere Spieler geeignetes 3D-Lichteffektespiel, welches dem Film Tron nachempfunden wurde.
- AssaultCube ist ein 3D-Ego-Shooter der auf der Cubeengine basiert.
- Battle for Wesnoth ist ein rundenbasiertes Strategiespiel mit RPG-Elementen, welches der Battle-Isle-Reihe ähnelt, aber in einer Fantasy-Umgebung mit Elfen, Zwergen, Orks und anderen Fabelwesen spielt.
- Beyond all Reason, ein futuristisches Echtzeit-Strategiespiel mit zerstörbarer Landschaft.[1]
- BZFlag ist ein freies Mehrspieler-3D-Panzerkampfspiel mit mehreren Arenen.
- Cataclysm: Dark Days Ahead ist ein postapokalyptisches Open-World-Rogue-Like mit prozedural generierter Spielwelt.
- Colossal Cave Adventure ist das ursprüngliche Text-Rollenspiel, das dem Genre Adventure seine Namen gab.
- C-Dogs ist ein Open Source Top Down Shoot ’em up
- CorsixTH ist eine freie Krankenhaus-Wirtschaftssimulation in Anlehnung an Theme Hospital.
- CreepSmash ist eine freie Mehrspieler-Version von Tower Defense.
- Cube ist ein 3D-Ego-Shooter der auf der Cubeengine basiert.
- Cube 2: Sauerbraten ist ein 3D-Ego-Shooter, der auf der Sauerbraten Game Engine basiert.
- Dark Oberon ähnelt Warcraft 2.
- Danger from the Deep ist eine freie U-Boot-Simulation.
- Digital Paint: Paintball 2 ist ein Ego-Shooter mit freiem Quelltext (Paintball).
- Doom und Doom 2: Hell on Earth, Ego-Shooter.
- Dungeon Crawl Stone Soup ist ein freies 2D-Rollenspiel.
- Dynablaster Revenge, ein  Bomberman Klon.
- Enigma, ein Rätselspiel, bei dem man eine schwarze Kugel steuert.
- Endless Sky, ein 2D Weltraumspiel. (Mobile Version erhältlich)
- Emptyclip, ein Top-down Zombieshooter.
- Fish Fillets NG ist ein Computer-Denkspiel
- Freeciv ist ein Klon des Spiels Civilization.
- FreeCol ist ein Klon des Spiels Colonization.
- FreeDink, ein storybasiertes Rollenspiel. (Mobile Version erhältlich)
- FreeOrion ist ein Weltraumstrategiespiel in der Tradition von Master of Orion.
- Freevial ist ein Trivial Pursuit-Klon, welches vom catalanischen Ubuntu-Loco Team geschrieben worden ist.
- Frets on Fire, ein an Guitar Hero angelehntes Geschicklichkeitsspiel.
- FlightGear ist ein freier Flugsimulator, der virtuelle Flüge mit verschiedenen Flugzeugtypen in wechselnden Landschaften erlaubt.
- Frozen Bubble ist ein in Perl geschriebenes Spiel aus Frankreich.
- Gl-117 ist ein freier Flugsimulator, der virtuelle Flüge mit verschiedenen Kampfflugzeugen in wechselnden Landschaften erlaubt.
- Glest ist ein 3D-Strategiespiel, das vor allem in Spanien entwickelt wurde.
- Hedgewars ist ein rundenbasiertes Strategiespiel, ein erweiterter Worms-Klon mit Online-Mehrspieler-Modus.
- José ist ein Schachprogramm.
- Kobo Deluxe ist ein 2D-Space-Shooter
- Libre TrainSim, ein Zugsimulationsspiel.
- LinCity ist ein SimCity-Klon.
- Lincity-NG ist der Nachfolger von LinCity.
- MegaGlest ist ein 3D-Strategiespiel, das sehr auf einfache Modifizier- und Erweiterbarkeit ausgelegt ist. Es handelt sich um einen Nachfolger von Glest.
- Meridian 59 ist eines der ersten MMORPG der Welt.
- Minetest ist eine Plattform für Minecraft-ähnliche Voxel-Spiele.
- Mindustry ist ein Sandbox Tower-Defense Spiel mit Multiplayer, bei welchem man eine Verteidigung gegen Roboterwellen aufbauen und schrittweise den Planeten einnehmen muss.[2][3] (Mobile Version erhältlich)
- NetHack ist eine Weiterentwicklung des Computer-Rollenspiels Hack.
- Neverball ist ein 3D-Geschicklichkeitsspiel.
- Nexuiz ist ein erfolgreicher, 2005 veröffentlichter Ego-Shooter.
- OpenArena ist ein Klon des 3D-Shooters Quake III Arena, der durch die Veröffentlichung von dessen Quellcode entstand.
- OpenCity ist ein Städte-Simulator mit 3D-Grafik.
- OpenClonk ist ein OpenSource-Nachbau von Clonk.
- OpenRA ist eine modulare Reimplentierung der klassischen Command-&-Conquer-Spiele
- OpenHV ist ein Echtzeitstrategiespiel auf Basis der OpenRA Engine, das ausschließlich freie Inhalte einsetzt.[4]
- Open Sonic ist ein 2D-Jump’n’Run-Spiel, das auf den ursprünglichen Sonic-the-Hedgehog-Spielen aufbaut.
- OpenTTD entstanden aus einer Disassemblierung der Wirtschaftssimulation Transport Tycoon Deluxe.
- Paku Paku authentischer Pac-Man-Klon, verwendet einen esoterischen 160x100x16 CGA-Modus, Quelltext unter Public Domain.[5]
- Performous ist ein Musikspiel das Singen, Gitarre und Tanzen bewertet, inspiriert von Rockband und Dance Dance Revolution.
- Pingus ist ein Klon von Lemmings mit animierten Pinguinen.
- Pioneer Space Sim, ein 3D Weltraumsimulationsspiel.
- PlaneShift ist ein Fantasy-MMORPG.
- Powder Toy, ein 2D Sandboxspiel.[6]
- Quake (Spieleserie, Teile 1–3), Ego-Shooter.
- RailSim II ist eine Eisenbahnsimulation mit 3D-Grafik.
- Return to the Roots ist ein Aufbaustrategiespiel und bis auf Addons identisch zu Die Siedler II.
- Reaction, ein Ego-Shooter.
- Rigs of Rods ist eine Fahrzeugsimulation inspiriert von BeamNG Drive.
- Rogue ist ein 1980 veröffentlichtes text- und rundenbasiertes Computer-Rollenspiel und Prototyp dieses Genres.
- Simutrans ist ein Transport- und Wirtschaftssimulator mit isometrischer Grafik.
- Speed Dreams ist ein Fork der Racing-Simulation TORCS.
- Scorched 3D ist eine unter GPL-Lizenz stehende 3D-Umsetzung des rundenbasierten Artillerie-Spiels Scorched Earth.
- Shattered Pixel Dungeon, ein Rogue-like Dungeon mit prozedural generierten Leveln. Mobile Version erhältlich.
- Smokin’ Guns, ein Western-Ego-Shooter
- Stendhal, ein MMORPG[7]
- Stunt Rally, ein Trackmania Klon
- SunDog: Frozen Legacy ist eine Wirtschaftssimulation für Apple II und Atari ST.
- SuperTux, ein Plattformspiel.
- SuperTuxKart, ein 3D-Kart-Rennspiel und Remake von Mario Kart.
- Teeworlds ist ein 2D-Shoot-’em-up mit Comicgrafik.
- Tesseract, eine Weiterentwicklung der Sauerbraten-Engine und ein Instagib-Shooter mit kooperativem Karteneditieren
- The Dark Mod ist ein freies Stealth-Computerspiel.
- The Mana World kurz TMW ist ein 2D-MMORPG für Linux, Mac und Windows
- Thrive, der geistige Nachfolger von Spore
- ToHeart 2 eine Visual Novel deren Quellcode auf Grund einer Verletzung der GPL veröffentlicht werden musste.
- TORCS (The Open Racing Car Simulator) ist eine freie Autorenn-Simulation.
- TripleA ist ein rundenbasiertes Strategiespiel, das auf dem Brettspiel Axis & Allies basiert.
- Tux Pusher, eine Coin-Pusher Spielautomatensimulation.
- Tux Racer ist ein 3D-Rennspiel mit dem Linux-Maskottchen Tux als Protagonist.
- TVTower ist eine Echtzeit-Wirtschaftssimulation in Anlehnung an Mad TV.
- Uebergame ist ein moderner 3D-Shooter mit realistischer Grafik auf Basis der Torque3D-Game-Engine.
- UFO: Alien Invasion ist ein rundenbasiertes Strategiespiel (Einspieler + Mehrspieler), das XCOM: Enemy Unknown nachempfunden wurde.
- UltraStar ist ein SingStar-Klon für den PC.
- Unciv ist eine grafisch reduzierte Reimplementierung von Civilization V.
- Unknown Horizons ist eine Mischung aus Wirtschaftssimulation und Echtzeit-Strategiespiel, inspiriert durch die Spiele-Serie Anno.
- Unvanquished, ein Ego-Shooter im Stil von Natural Selection.
- Vega Strike ist eine Weltraum-Flugsimulation.
- Veloren ein Cube-World-Klon mit Rollenspielelementen.[8]
- Vocaluxe ist ein Singspiel mit Smartphone-Steuerung inspiriert von SingStar.
- Warsow ist ein Ego-Shooter mit Comic-Grafik.
- Warzone 2100 ist ein Echtzeitstrategiespiel von 1999, das seit 2004 unter GPL-Lizenz steht.
- Widelands ist ein Aufbaustrategiespiel ähnlich Die Siedler II.
- XBill ist ein Arcade-Spiel, das satirisch mit Windows umgeht.
- Xonotic ist ein Ego-Shooter, der von Nexuiz abgespalten wurde.
- Zero-K ist ein Echtzeitstrategiespiel, das auf der Engine Spring aufbaut und sich an Total Annihilation orientiert.[9]
- 2009scape, ein Projekt, welches das MMORPG Runescape wie es im Jahr 2009 war zu rekonstruieren. Mobile Version erhältlich.

## Desktop-Spiele
Im Gegensatz zu den grafischen Spielen laufen Desktop-Spiele meist nur in einem kleinen Fenster und passen optisch zur eingesetzten Desktopumgebung.
- Boson ist ein OpenGL-Echtzeit-Strategiespiel.[10] Es wurde so entworfen, dass es auf Unix- bzw. Linux-Systemen läuft, und nutzt dafür die Bibliotheken von KDE, Qt und speziell auch kdegames.
- Dnafight ist ein Programmierspiel mit Bakterien unter Verwendung der Programmiersprache Seed7.
- Kolf ist ein weiteres Spiel aus dem KDE-Projekt, welches einen Golfplatz in der Draufsicht simuliert und die Erstellung von neuen Kursen gestattet.[11]

## Browser-Spiele
Browser-Spiele erfordern meist keine gesonderte Installation auf dem Clientrechner, sondern werden auf einem Webserver installiert und mittels Browser bedient. In dieser Liste sind nur Spiele zu finden, bei denen die volle Server-Version zur Installation angeboten wird.
- Legend of the Green Dragon ist ein Online-Rollenspiel, in dem man einen Charakter zum Leben erweckt und diesen dann schlussendlich gegen den grünen Drachen kämpfen lässt.

- Qingu ist das Open-Source-Projekt zum Browsergame NovaWars. Es geht darum, die Geschicke eines Planeten zu lenken, den man zu Spielbeginn bekommt. Dazu ist es nötig, verschiedene Gebäude zu errichten, Forschung zu betreiben und Schiffe zu bauen.

- Drifting Souls 2 ein Open-Source-Indie-Projekt, welches an die Narration der Freespace-Spiele anknüpft (Aufbau- / Strategiespiel)

## Basisprojekte/Engines
- Arianne ist ein Open-Source-MMORPG in Entwicklung und ein Framework zur Herstellung von neuen Onlinespielen.
- DarkPlaces, Variante der Quake-Engine
- GGZ Gaming Zone entwickelt Spieleserver und Clients und bietet Onlinespieldienste an.
- Spring ist eine Open-Source-Echtzeit-Strategiespiel-Engine.
- Stratagus, ursprünglich als Freecraft ein Klon von Warcraft, bietet nunmehr eine generische und skriptfähige Engine für Echtzeit-Strategiespiele.
- Sauerbraten Game Engine (freie Spiel-Engine)
- ScummVM erlaubt das Spielen von alten Point-and-Click-Adventures
- OpenRA ist eine Engine für alte Westwood-Echtzeit-Strategiespiele wie Command & Conquer und Alarmstufe Rot
- OpenMW ist eine quelloffene Reimplementierung der Morrowind-Engine
- ioquake3 weitergepflegte Quake-3-Engine mit zahlreichen Fehlerkorrekturen und neuen Funktionen wie VoIP und einem Anaglyph-3D-Renderer
- ET: Legacy kompatible Weiterentwicklung der Engine von Wolfenstein: Enemy Territory auf ein modernes Build-System und moderne Bibliotheken
- Torque3D ist eine moderne Spiele-Engine, ursprünglich entwickelt von GarageGames und später veröffentlicht unter MIT-Lizenz.
- Godot Spiel-Engine, kann zur Erstellung von 2D- und 3D-Spielen unter der MIT-Lizenz herangezogen werden.